# Artediellichthys
Artediellichthys is een monotypisch geslacht van straalvinnige vissen uit de familie van donderpadden (Cottidae).

## Soort
- Artediellichthys nigripinnis (P. J. Schmidt, 1937)